# 덕산중학교 (충남)
덕산중학교(德山中學校)는 대한민국 충청남도 예산군 삽교읍 목리에 있는 공립 중학교이다.

## 학교 연혁
- 1951년 12월 4일 : 덕산중학교 설립 인가(6학급)
- 1952년 2월 5일 : 덕산중학교 개교
- 1955년 5월 16일 : 덕산고등학교 개교(6학급)
- 1968년 12월 3일 : 덕산중학교 학급 증설(18학급)
- 1986년 3월 1일 : 중 ‧ 고등학교 분리
- 1999년 9월 1일 : 중 ‧ 고등학교 통합
- 2018년 8월 23일 : 내포신도시 신축교사 이전 개교
- 2018년 9월 1일 : 중 ‧ 고등학교 분리
- 2023년 9월 1일 : 제30대 조명환 교장 부임
- 2024년 1월 9일 : 제73회 졸업식 졸업생 157명, 누적 13,299명
- 2024년 3월 4일 : 제74회 입학식 신입생 313명

## 참고 자료
- 덕산중학교 - 한국교육학술정보원 학교알리미